# (2833) Радищев
(2833) Радищев (лат. Radishchev) — типичный астероид главного пояса, открыт 9 августа 1978 года советскими астрономами Людмилой и Николаем Черных в Крымской астрофизической обсерватории и 13 июля 1984 года назван в честь писателя и революционера А. Н. Радищева.

## Обнаружение и именование
(2833) Радищев
Открыт 9 августа 1978 года в Научном Л. И. Черных и Н. С. Черных.
Назван в память о русском писателе, философе и революционере Александре Николаевиче Радищеве (1749—1802).
Оригинальный текст (англ.)2833 Radishchev
Discovered 1978-08-09 by Chernykh, L. and Chernykh, N. at Nauchnyj.
Named in memory of Aleksandr Nikolaevich Radishchev (1749—1802), Russian writer, philosopher and revolutionary.
Источники: DISCOVERY.DB; M.P.C. 8913.

## Орбита

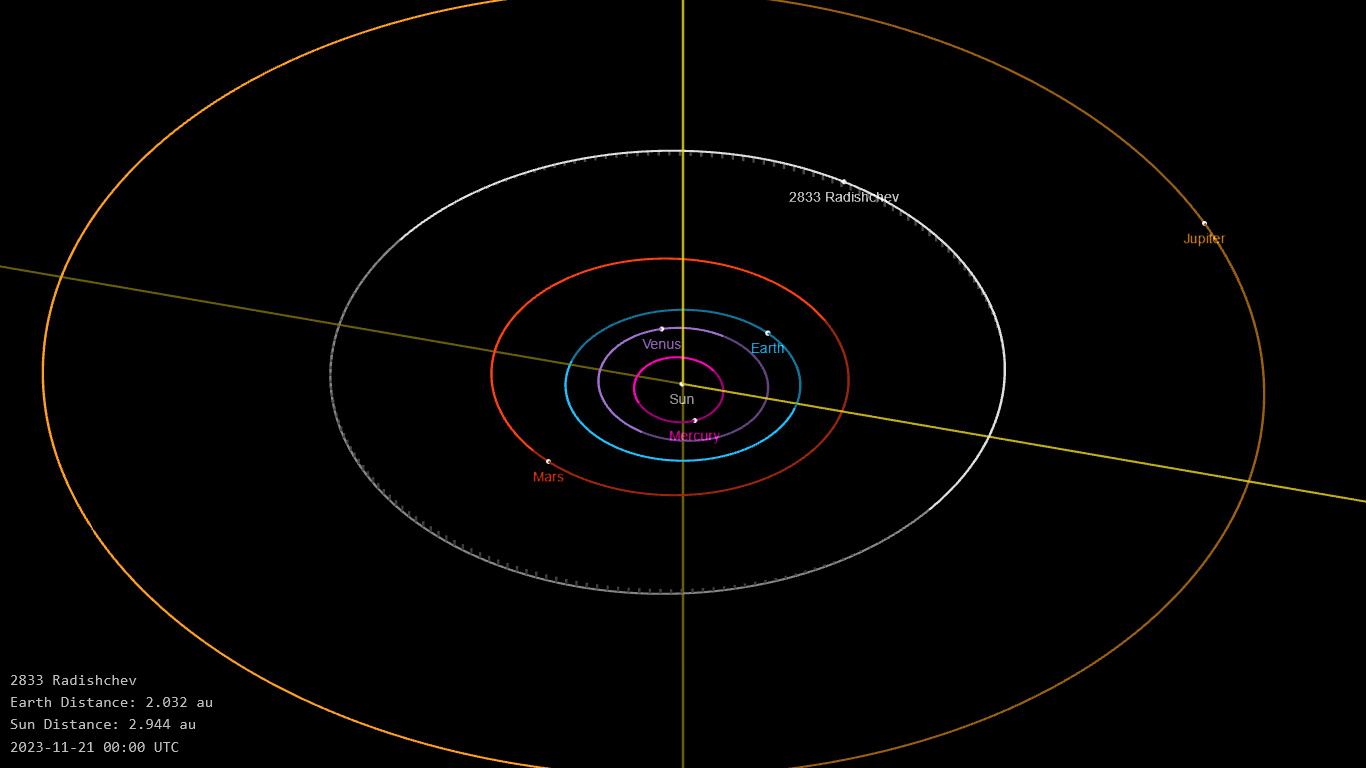
Орбита астероида Радищев и его положение в Солнечной системе

## Физические характеристики
Астероид относится к таксономическому классу S.
По результатам наблюдений системы телескопов панорамного обзора и быстрого реагирования Pan-STARRS и наблюдений системы последнего оповещения о столкновении астероида с Землей Asteroid Terrestrial-impact Last Alert System абсолютная звёздная величина астероида сначала оценивалась равной 11,55±0,36m, позже — 11,56±0,041m и 11,97±0,035m.